# Turisas
Turisas é uma banda finlandesa de folk metal sinfônico fundada em 1997 pelo vocalista Mathias Nygård e o guitarrista Jussi Wickström. Seu nome oriunda de um monstro marinho da mitologia finlandesa, algumas vezes considerado um deus da guerra.

## História

### Battle Metal
O título do primeiro álbum, Battle Metal, (lançado em 2004), deu origem ao termo do mesmo nome, sendo usado com uma descrição do folk metal (principalmente pela revista Metal Hammer e seus leitores). Porém, o Battle Metal não é caracterizado como um subgênero do metal.
Em outubro de 2005, tempos depois do lançamento do primeiro álbum, o guitarrista George Laakso sofreu um acidente de carro, e devido a extensão de sua lesão medular, em julho de 2006 declarou sua demissão definitiva da banda. Mesmo com o acidente de Laakso, a banda continuou a trabalhar em seu segundo álbum com o guitarrista Jussi Wickström, que assumiu a posição de Laakso na guitarra.

### The Varangian Way
The Varangian Way foi lançado em 27 de maio de 2007 pela Century Media. É um álbum conceitual que conta a história de um grupo de escandinavos percorrendo a antiga rota comercial dos varegues, passando por Ladoga, Novgorod e Kiev, indo até o Império Romano do Oriente.
Em janeiro de 2008, a acordeonista Janne "Lisko" Mäkinen desapareceu em Amsterdã. Netta Skog foi adicionada à banda para o restante da turnê, que passou pelos Estados Unidos e Europa em apoio ao DragonForce. Em 2009 o Turisas participou da "Filthfest Tour 2009", junto das bandas Cradle of Filth e Moonspell. Ainda em 2009 a banda se apresentou no Wacken Open Air e no Bloodstock Open Air.
Para o restante do ano a banda tirou folga, após a bem sucedida turnê. Iniciou-se a gravação do próximo álbum em março de 2010, com uma pausa em maio para shows realizados na Austrália, China e Japão.

### Stand Up And Fight
O título do último álbum foi revelado em 11 de novembro de 2010. Stand Up and Fight foi lançado pela Century Media em 28 de fevereiro na Europa e 8 de março na América do Norte. A música "The March of the Varangian Guard" foi apresentada em shows na Finlândia em outubro de 2010. Em 17 de dezembro de 2010, a faixa-título "Stand Up And Fight" foi lançada para download gratuito no site oficial.
O Turisas participou de turnês no México e América do Norte com o Cradle of Filth, e na Europa com o Die Apokalyptischen Reiter de 2011. Em 2012, eles lideraram a turnê norte-americana "Paganfest: America Part III" com Alestorm, Arkona e Huntress.

### Turisas2013
Em novembro de 2012, a banda anunciou que havia começado a trabalhar em seu quarto álbum, intitulado Turisas2013. O álbum foi lançado em 21 de agosto de 2013 na Finlândia e 26 de agosto na Europa, enquanto no Reino Unido foi lançado em 2 de setembro, e na América do Norte no dia seguinte.

## Integrantes

### Membros atuais
- Mathias "Warlord" Nygård – voz, teclado, programação (1997-hoje)
- Jussi Wickström – guitarra, vocal de apoio (1997-hoje)
- Olli Vänskä – violino, vocal de apoio (2005-hoje)
- Jesper Anastasiadis – baixo (2012-hoje)
- Jaakko Jakku – bateria, percussão (2012-hoje)

### Músicos de apoio ao vivo
- Riku Ylitalo – Acordeon, teclados  (2004)
- Antti Laurila – Acordeon (2004-2007)
- Jaakko Kunnas 	– Baixo  (2010-2011)
- Jukka-Pekka Miettinen – Baixo (2011-2012)

### Membros antigos
- Tuomas "Tude" Lehtonen – bateria, percussão (1997-2012)
- Antti Ventola – Teclados (1997-2007)
- Mikko Törmikoski – Baixo (1997-2004)
- Ari Kärkkäinen – Guitarra (1997-1999)
- Sami Aarnio – Baixo (1998-1999)
- Georg Laakso – Guitarra (1999-2006)
- Tino Ahola – Baixo (2000-2001)
- Hannes Horma - Baixo (2005-2011)
- Janne "Lisko"  Mäkinen  – Acordeon (2007-2008), (2004-2007 ao vivo)
- Netta Skog - Acordeon (2007-2011)
- Robert Engstrand  – teclado (2011-2014)

## Discografia

### Álbuns
- Battle Metal (2004)
- The Varangian Way (2007)
- Stand Up and Fight (2011)
- Turisas2013 (2013)[8]

### Singles
- "To Holmgard and Beyond" (2007)
- "Rasputin" (2007)
- "Battle Metal" (2008)
- "Stand Up and Fight" (2010)
- "For Your Own Good" (2013)[9]

### DVD's
- A Finnish Summer With Turisas (2008)

### Demos
- Taiston Tie - The Battle Path Demo (1998)
- Unnamed Promo (1999)
- The Heart of Turisas Demo (2001)

## Videografia
| Vídeo              | Álbum              | Duração | Ano  | Gravadora     |
| ------------------ | ------------------ | ------- | ---- | ------------- |
| Battle Metal       | Battle Metal       | 4:23    | 2008 | Century Media |
| Rasputin           | The Varangian Way  | 3:56    | 2007 | Century Media |
| Stand Up And Fight | Stand Up And Fight | 5:28    | 2011 | Century Media |
| Ten More Miles     | Turisas2013        | 4:17    | 2013 | Century Media |